# Thiago Seyboth Wild
Thiago Seyboth Wild, född 10 mars 2000, är en brasiliansk tennisspelare.

## Karriär
Den 1 mars 2020 tog Seyboth Wild sin första ATP-titel då han besegrade Casper Ruud i finalen av Chile Open.

## ATP-finaler i kronologisk ordning

### Singel: 1 (1 titel)
| Teckenförklaring                  |
| --------------------------------- |
| Grand Slam turneringar (0–0)      |
| ATP World Tour Finals (0–0)       |
| ATP World Tour Masters 1000 (0–0) |
| ATP World Tour 500 Series (0–0)   |
| ATP World Tour 250 Series (1–0)   |

| Finaler efter underlag |
| ---------------------- |
| Hard court (0–0)       |
| Grus (1–0)             |
| Gräs (0–0)             |

| Resultat | V–F | Datum     | Turnering         | Kategori   | Underlag | Motståndare | Resultat      |
| -------- | --- | --------- | ----------------- | ---------- | -------- | ----------- | ------------- |
| Vinnare  | 1–0 | Mars 2020 | Chile Open, Chile | 250 Series | Grus     | Casper Ruud | 7–5, 4–6, 6–3 |